# Aloea
Aloea is een geslacht van wantsen uit de familie van de Miridae (Blindwantsen). Het geslacht werd voor het eerst wetenschappelijk beschreven door Linnavuori in 1975.

## Soorten
Het genus bevat de volgende soorten:

- Aloea australis Schuh, 1974
- Aloea callosa Linnavuori, 1975
- Aloea cunealis Linnavuori, 1975
- Aloea iadmon Linnavuori, 1973
- Aloea nairobi Schuh, 1989
- Aloea nigritula Linnavuori, 1975
- Aloea planiceps Linnavuori, 1975
- Aloea samueli Schuh, 1974